# Гришакино
Гришакино — деревня в Шатурском муниципальном районе Московской области. Входит в состав Дмитровского сельского поселения. Население — 29 чел. (2013).

## Расположение
Деревня Гришакино расположена в южной части Шатурского района, расстояние до МКАД порядка 150 км. Высота над уровнем моря 125 м.

## Название
В письменных источниках деревня упоминается как Перинская, позднее Гришакино.

## История
Последними владельцами деревни перед отменой крепостного права были полковник Александр Петрович Хрущев и помещик Славинский.
После отмены крепостного права деревня вошла в состав Дубровской волости.
В советское время деревня входила в Бородинский сельсовет.

## Население
| 1858 | 1859 | 1868 | 1885 | 1905 | 1970 |
| ---- | ---- | ---- | ---- | ---- | ---- |
| 196  | ↗202 | ↗215 | ↗308 | ↗418 | ↘118 |
| 1993 | 2002 | 2006 | 2010 | 2011 | 2013 |
| ↘42  | ↘34  | ↗47  | ↘27  | ↗36  | ↘29  |

## Галерея

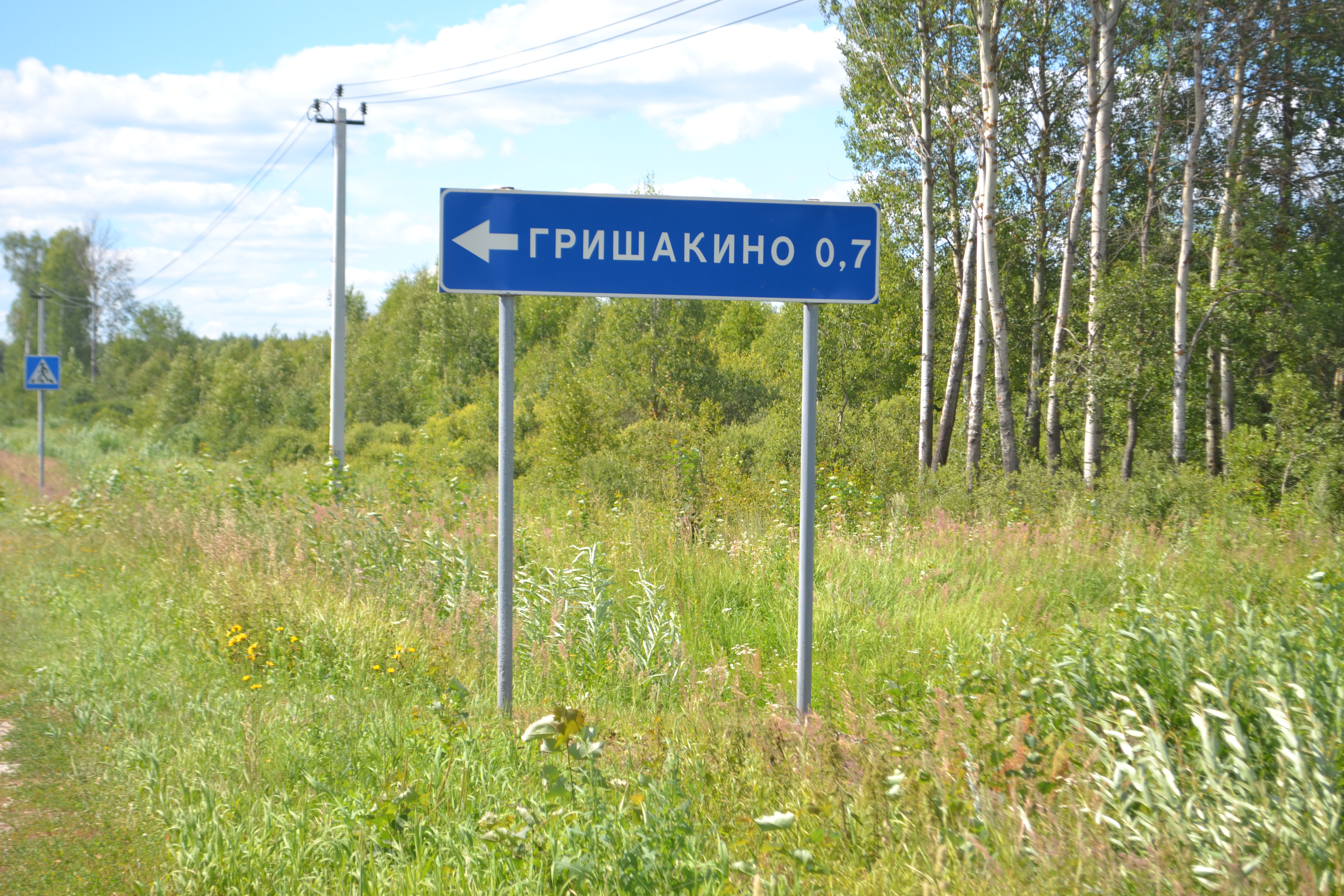
Дорожный указатель на деревню
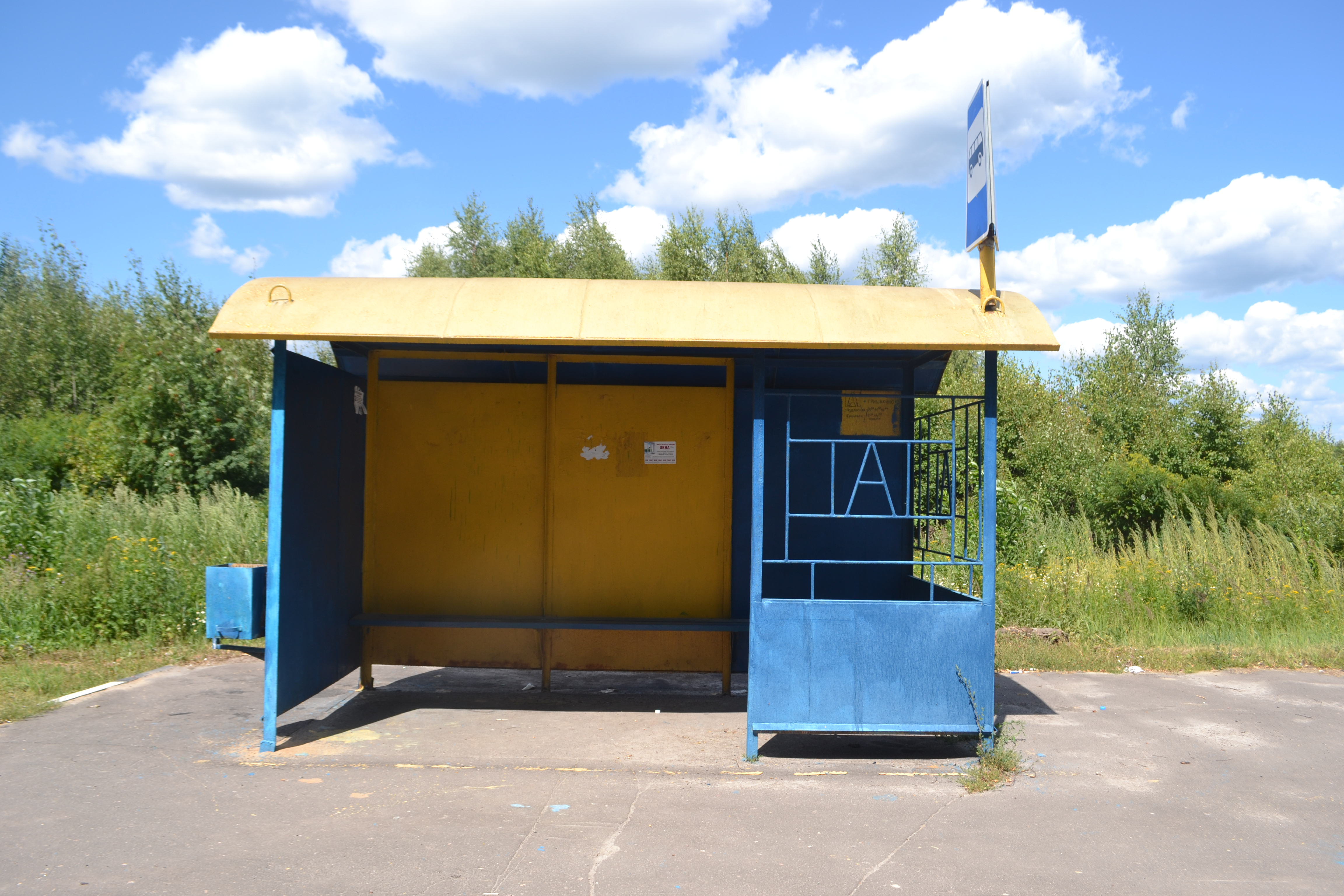
Остановка Гришакино
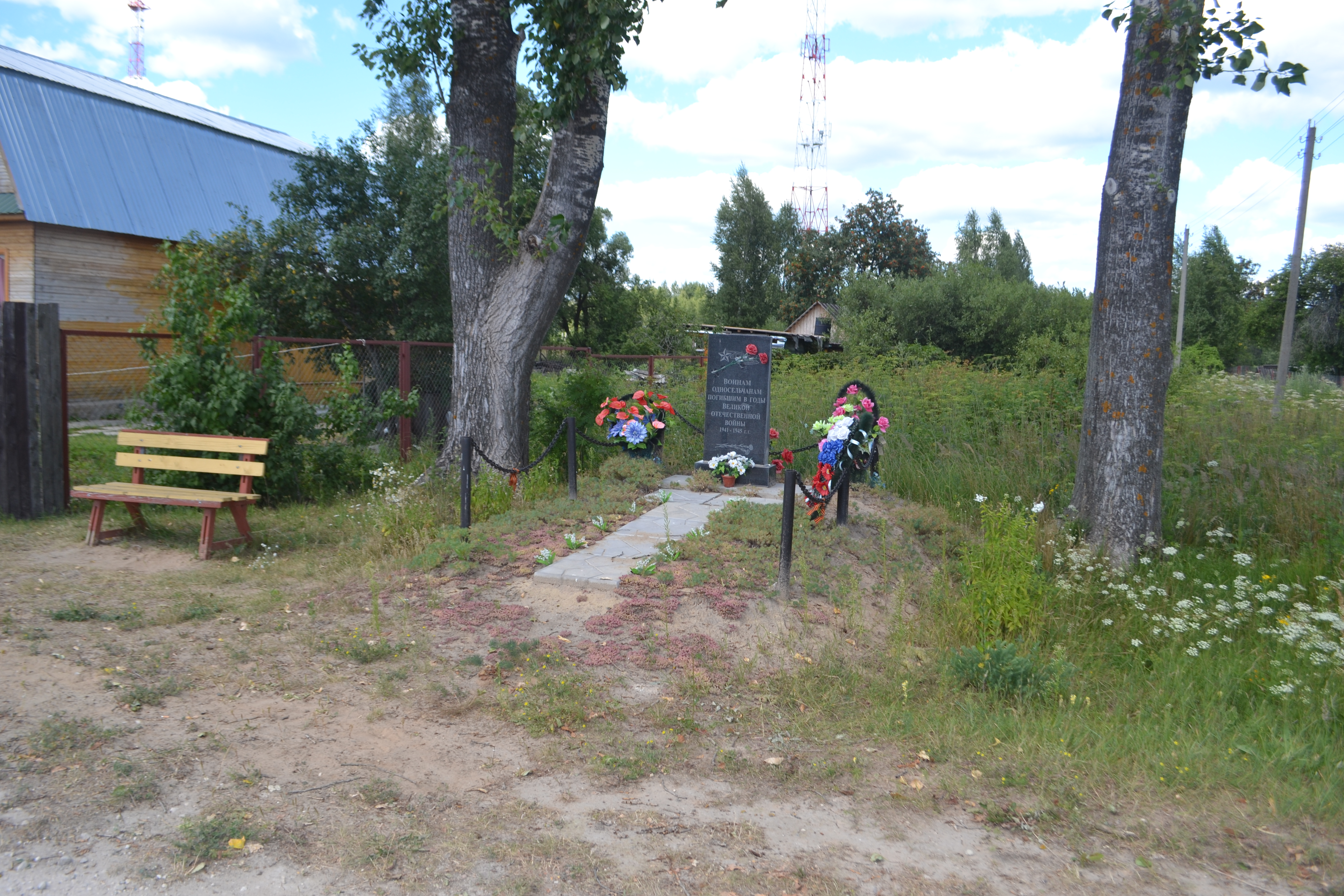
Мемориал в деревне Гришакино
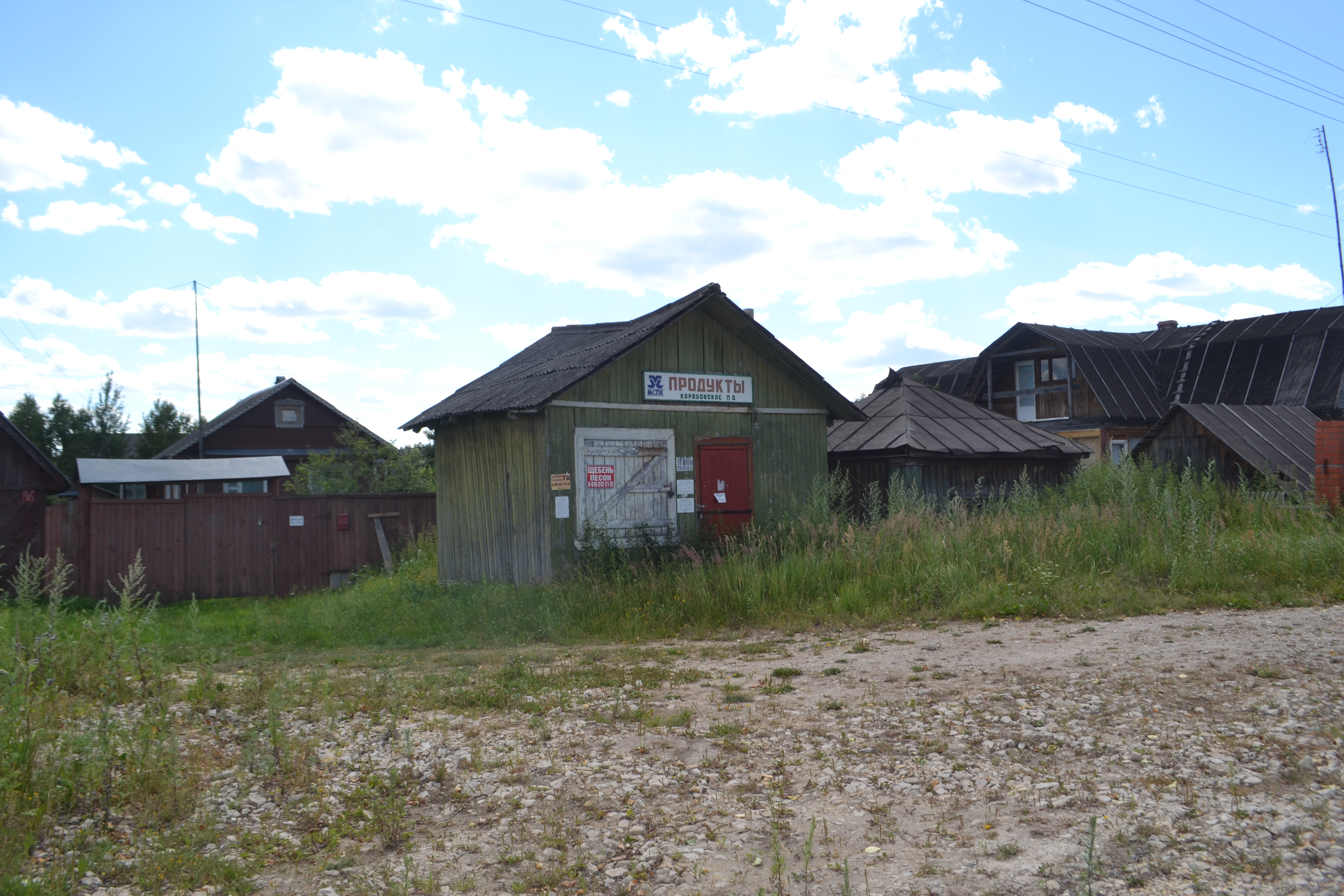
Бывший магазин
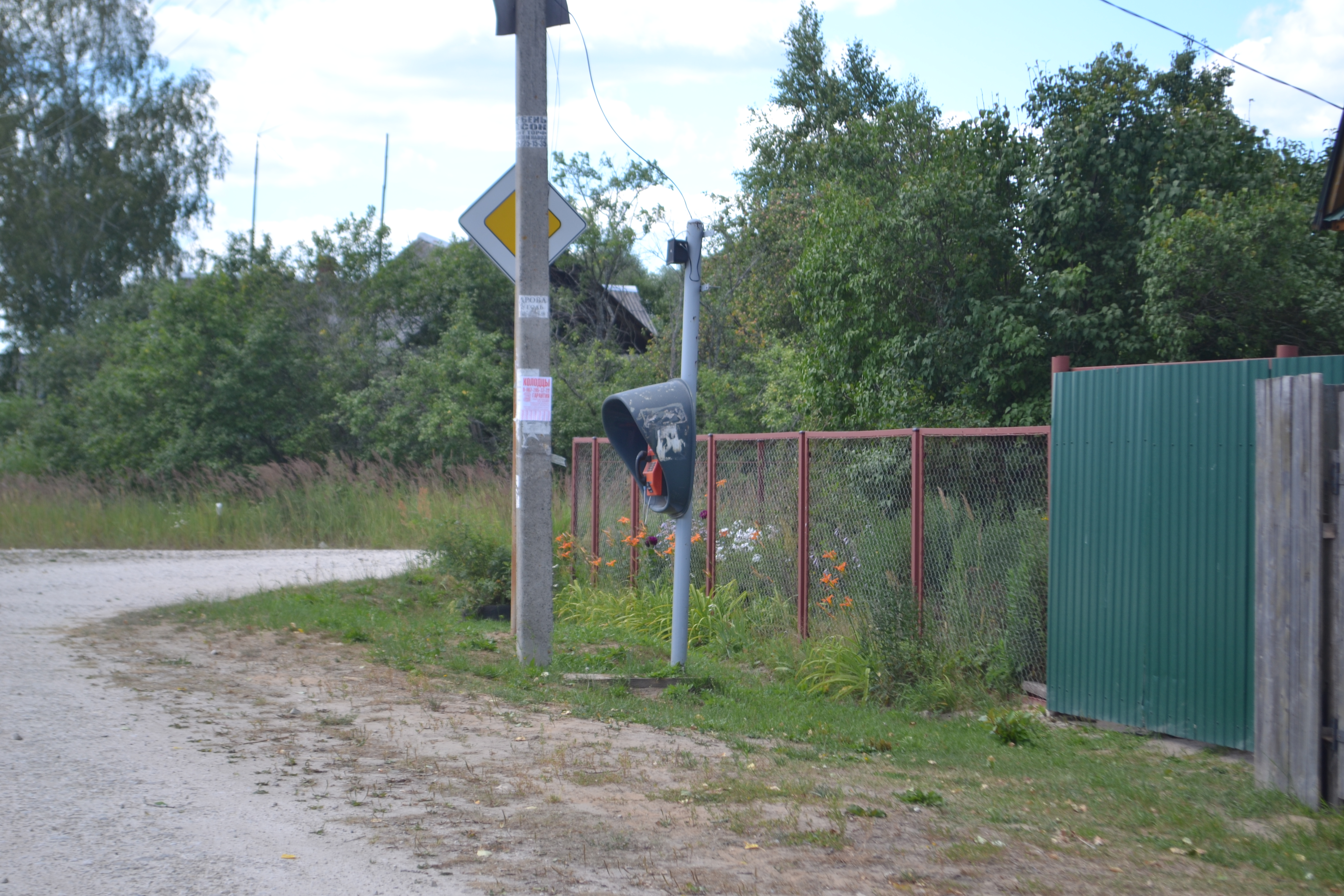
Таксофон в деревне
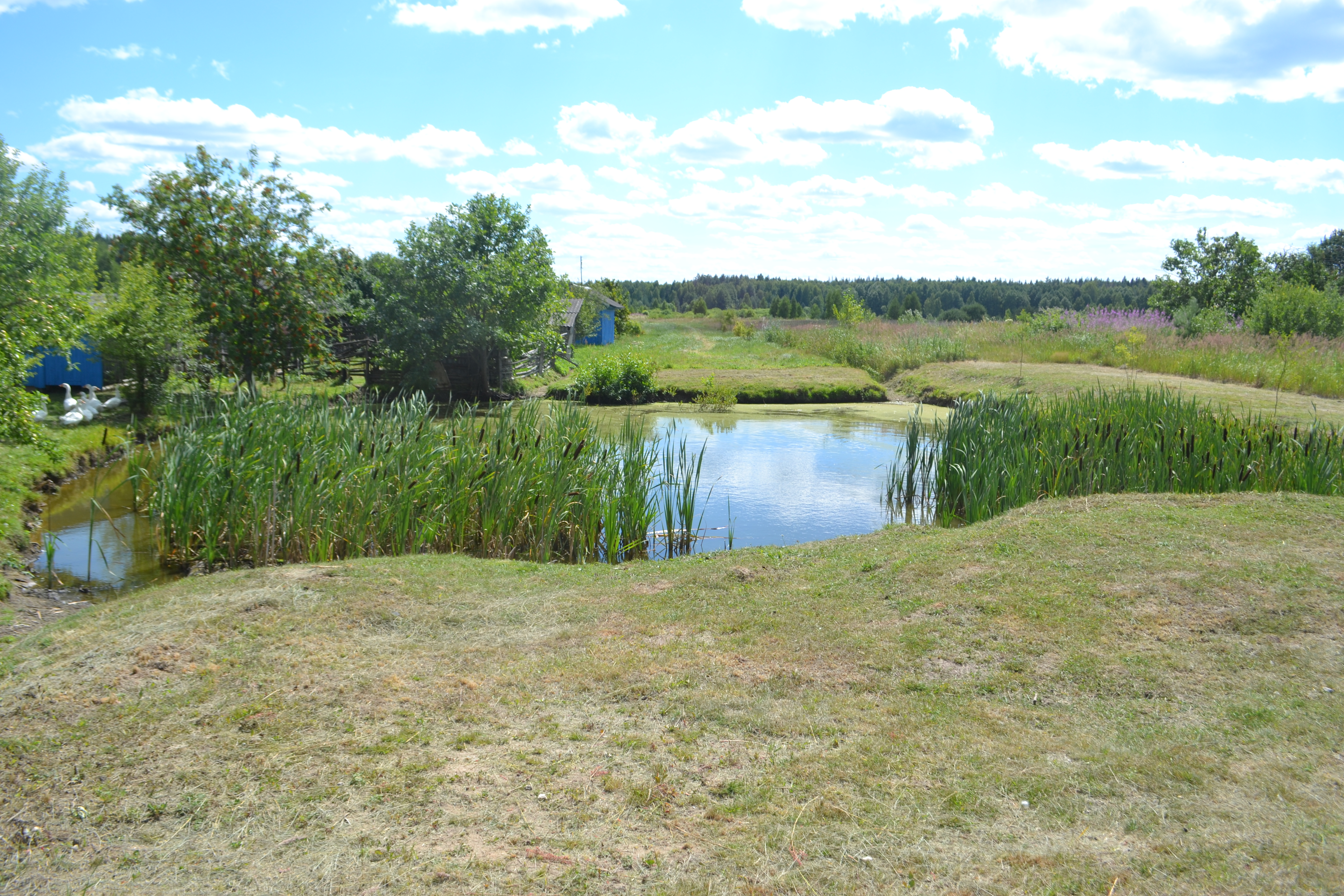
Пруд